# Переименованные населённые пункты Крыма
Список переименованных населённых пунктов Крыма. Переименование населённых пунктов Крыма осуществлялось естественным путём, например при смене землевладельцев. Крупная волна переименований прошла после установления Советской власти в 1921 году и позднее. Основная же масса переименований была осуществлена в процессе упразднения Крымской АССР и формирования Крымской области, в ходе четырёх волн переименований (в 1944, 1945, 1948 и 1949 годах). Переименования осуществлялись после депортации в 1944 году крымских татар и других народов, проживавших в Крыму. Бывшие наименования имели в основном крымскотатарское происхождение. В ходе переименований получили новые названия более 1000 населённых пунктов Крыма (более 90 % населённых пунктов полуострова). Процесс возвращения исторических названий шёл с 1991 года и коснулся лишь трёх (Планерское → Коктебель, Фрунзенское → Партенит, Танино → Сары-Баш) ранее переименованных населённых пунктов. Помимо самих населенных пунктов, были переименованы также соответствующие сельсоветы, которые не упомянуты в списке ниже.

## Акмечитский (Ак-Мечетский) район
1. Ак-Мечетский район → Черноморский район
2. Ак-Мечеть (крымскотат. Aqmeçit) → Черноморское
3. Аблак-Аджи (крымскотат. Ablaq Acı) → Калиновка
4. Абузлар (крымскотат. Abuzlar) → Высокое
5. Абулгазы (крымскотат. Abulğazı) → Вольное
6. Ак-Баш (крымскотат. Aq Baş) → Вячеславовка
7. Ак-Коджа, Аккоджа (крымскотат. Aqqoca) → Дозорное
8. Алдермесская Скала → Сторожовая
9. Атеш (крымскотат. Ateş) → Костровка
10. Ашагы-Кулчук, Нижний Кулчук (крымскотат. Aşağı Qulçuq) → Тракторное
11. Байим (крымскотат. Bayım) → Тихое
12. Бай-Кият (крымскотат. Bay Qıyat) → Владимировка
13. Бел-Авуз (крымскотат. Bel Avuz) → Пересыпь
14. Бел-Авуз-Кыпчак (крымскотат. Bel Avuz Qıpçaq) → Громово
15. Бузав (крымскотат. Buzav) → Дедово
16. Бурун-Эли (крымскотат. Burun Eli) → Рыбное
17. Буюк-Калач (крымскотат. Büyük Qalaç) → Калачи
18. Буюк-Костель, Большой Костель (крымскотат. Büyük Köstel) → Большой Яр
19. Давул-Джар, Давулджар (крымскотат. Davul Car) → Грозное
20. Дениз-Байчи (крымскотат. Deñiz Bayçı) → Денисовка
21. Джага-Кулчук (крымскотат. Cağa Qulçuq) → Лазурное
22. Джайлав (крымскотат. Caylav) → Пастбищное
23. Джамал (крымскотат. Camal) → Низовка
24. Джан-Баба (крымскотат. Can Baba) → Марьино
25. Донузлав 1 (крымскотат. Doñuzlav 1) → Красноярское
26. Донузлав 2 (крымскотат. Doñuzlav 2) → Камышное
27. Дорт-Сакал (крымскотат. Dört Saqal) → Ленское
28. Кара-Аджи (крымскотат. Qara Acı) → Оленевка
29. Караба-Кудаш (крымскотат. Qaraba Qudaş) → Ястребово
30. Карлав (крымскотат. Qarlav) → Снежное
31. Кармыш (крымскотат. Qarmış) → Глубокое
32. Келечи (крымскотат. Keleçi) → Карельское
33. Кел-Шейх (крымскотат. Kel Şeyh) → Смушковое
34. Керлевут (крымскотат. Kerlevüt) → Водопойное
35. Кызыл-Чонрав (крымскотат. Qızıl Çoñrav) → Красная Поляна
36. Кыр-Кулач (крымскотат. Qır Qulaç) → Успешное
37. Кыр-Кулчук (крымскотат. Qır Qulçuq) → Чистополе
38. Кыр-Чегер-Аджи (крымскотат. Qır Çeger Acı) → Каракулевка
39. Кышлав (крымскотат. Qışlav) → Зимовка
40. Конрат (крымскотат. Qoñrat) → Багратионово
41. Кула-Шейх (крымскотат. Qula Şeyh) → Скалистое
42. Кул-Джакын (крымскотат. Qul Caqın) → Охотники
43. Кул-Садык (крымскотат. Qul Sadıq) → Куликово
44. Кунан (крымскотат. Qunan) → Красносельское
45. Курама-Костель (крымскотат. Qurama Köstel) → Малышевка
46. Курман-Аджи (крымскотат. Qurman Acı) → Ромашкино
47. Кучук-Костель, Малый Костель (крымскотат. Küçük Köstel) → Малый Яр
48. Лаш-Кыпчак (крымскотат. Laş Qıpçaq) → Рибацкое
49. Муса-Али (крымскотат. Musa Ali) → Зайцево
50. Немсе-Тана-Бай (крымскотат. Nemse Tana Bay) → Найдёново
51. Немсе-Чагалтай (крымскотат. Nemse Çağaltay) → Северное
52. Ой-Эли (крымскотат. Oy Eli) → Меловое
53. Ойрат (крымскотат. Oyrat) → Морское
54. Отар (крымскотат. Otar) → Ясное
55. Отуз (крымскотат. Otuz) → Староселье
56. Очертай (крымскотат. Oçeretay) → Прибойное
57. Сабанчи (крымскотат. Sabançı) → Кирилловка
58. Садыр-Багай (крымскотат. Sadır Bağay) → Хмелево
59. Сакав (крымскотат. Saqav) → Морозово
60. Сачал (крымскотат. Saçal) → Сычёво
61. Табулды-Асс (крымскотат. Tabuldı As) → Медведово
62. Тарпанчи (крымскотат. Tarpançı) → Окунёвка
63. Татар-Карлав (крымскотат. Tatar Qarlav) → Чайкино
64. Татар-Чагалтай (крымскотат. Tatar Çağaltay) → Далёкое
65. Татар-Чонгурчи (крымскотат. Tatar Çoñğurçı) → Ярославка
66. Темеш-Асс (крымскотат. Temeş As) → Солёное
67. Темеш-Караба (крымскотат. Temeş Qaraba) → Макаровка
68. Терекли-Асс (крымскотат. Terekli Ass) → Озеровка
69. Тока (крымскотат. Toqa) → Артёмовка
70. Ток-Джол (крымскотат. Toq Col) → Колодезное
71. Тувака (крымскотат. Tuvaqa) → Ровное
72. Улан-Эли (крымскотат. Ulan Eli) → Глебовка
73. Уч-Кую-Кырчак (крымскотат. Üç Quyu Qıpçaq) → Майорово
74. Чегелек (крымскотат. Çegelek) →  Кузнецкое
75. Чегер-Аджи (крымскотат. Çeger Acı) → Знаменское
76. Чокрак (крымскотат. Çoqraq) → Родники
77. Чонгурчи (крымскотат. Çoñğurçı) → Задорное
78. Шамак (крымскотат. Şamaq) → Барановка
79. Яны-Чегелек, Новый Чегелек (крымскотат. Yañı Çegelek) → Новокузнецкое
80. Ярылгач (крымскотат. Yarılğaç) → Межводное
81. Яшпек (крымскотат. Yaşpek) → Внуково
82. Ак-Сарай (крымскотат. Aq Saray) → Песчанка

## Акшейхский (Ак-Шеихский) район
1. Ак-Шейхский район → Раздольненский район
2. Ак-Шейх (крымскотат. Aqşeyh) → Раздольное
3. Айип (крымскотат. Ayıp) → Степное
4. Айгул (крымскотат. Ayğul) → Миражное
5. Аксакал-Меркит (крымскотат. Aqsaqal Merkit) → Бахчёвка
6. Атай-Темир, Атай Немецкий (крымскотат. Atay Temir) → Максимовка
7. Бай-Конди (крымскотат. Bay Qondı) → Быково
8. Бай-Оглу-Кыпчак (крымскотат. Bay Oğlu Qıpçaq) → Огни
9. Бакал, Бакал-Тат (крымскотат. Baqqal) → Славное
10. Бек-Котан (крымскотат. Bek Qotan) → Присивашное
11. Бек-Котан-Конрат (крымскотат. Bek Qotan Qoñrat) → Микулино
12. Беш-Пиляв (крымскотат. Beş Pilâv) → Варягино
13. Бий-Орлюк (крымскотат. Biy Örlük) → Орловка
14. Бозук-Кую (крымскотат. Bozuq Quyu) → Сенокосное
15. Буюк-Ас (крымскотат. Büyük As) → Ласточкино
16. Бюйтен (крымскотат. Büyten) → Котовское
17. Джайлав (крымскотат. Caylav) → Горлица
18. Джаманак (крымскотат. Camanaq) → Маковка
19. Ески-Кызыл-Бай (крымскотат. Eski Qızıl Bay) → Кумовое
20. Илгери-Каспир (крымскотат. İlgeri Qaspir), раннее Эсен-Эли-Кас-Бору (крымскотат. Esen Eli Qas Börü) → Красное Утро
21. Казак-Баккал (крымскотат. Qazaq Baqqal) → Державино
22. Кара-Ата-Кият (крымскотат. Qara Ata Qıyat) → Лапино
23. Караба-Кокуш (крымскотат. Qaraba Köküş) → Кукушкино
24. Кара-Меркит (крымскотат. Qara Merkit) → Каштановка
25. Кара-Найман (крымскотат. Qara Nayman) → Крыловка
26. Карача-Орлук (крымскотат. Qaraça Örlük) → Козловка
27. Кармыш (крымскотат. Qarmış) → Добринка
28. Карчига (крымскотат. Qarçığa) → Рылеевка
29. Кереит (крымскотат. Kereyit) → Коммунарное
30. Кыргыз-Казак (крымскотат. Qırğız Qazaq) → Козаче
31. Кудаш (крымскотат. Qudaş) → Зайцево
32. Кул-Джанай (крымскотат. Qul Canay) → Геройское
33. Кул-Сеит (крымскотат. Qul Seyit) → Татьяновка
34. Кучук-Абай (крымскотат. Küçük Abay) → Романовка
35. Кучук-Ас (крымскотат. Küçük As) → Кремнево
36. Лениндорф (нем. Lenindorf) → Дивное
37. Манай, Манай Немецкий (крымскотат. Manay) → Ковыльное
38. Коп-Кары Немецкие (крымскотат. Nemse Köp Qarı) → Ручьи
39. Огуз-Оглу Немецкий (крымскотат. Nemse Oğuz Oğlu) → Бабушкино
40. Сары-Болат Немецкий (крымскотат. Nemse Sarı Bolat) → Новое
41. Огуз-Оглу (крымскотат. Oğuz Oğlu) → Чернишово
42. Отар (крымскотат. Otar) → Гусевка
43. Аманша Русская (крымскотат. Rus Amanşa) → Пограничное
44. Джаманак Русский (крымскотат. Rus Camanaq) → Золотой Колос
45. Коп-Кары Русские (крымскотат. Rus Köp Qarı) → Камышное
46. Садир (крымскотат. Sadır) → Славянское
47. Сары-Болат (крымскотат. Sarı Bolat) → Портовое
48. Сары-Кипчак (крымскотат. Sarı Qıpçaq) → Пучки
49. Сары-Кипчак (крымскотат. Sarı Qıpçaq) и Яны-Кыпчак, Новый Кыпчак (крымскотат. Yañı Qıpçaq) → Смольное
50. Сеймен (крымскотат. Seymen) → Семеновка
51. Сырт-Джаманак (крымскотат. Sırt Camanaq) → Маковка
52. Сырт-Каспир (крымскотат. Sırt Qaspir) → Писаревка
53. Смаил-Бай (крымскотат. Smail Bay) → Волочаевка
54. Смидович → Берёзовка
55. Соцдорф, до 1930-х Тавкел-Найман (крымскотат. Tavkel Nayman) → Бугры
56. Сталиндорф (нем. Stalindorf) → Нива
57. Татар-Акшейх, Акшейх Татарский (крымскотат. Tatar Aqşeyh) → Красное
58. Татар-Манай, Манай Татарский (крымскотат. Tatar Manay) → Малютка
59. Татиш-Конрат (крымскотат. Tatış Qoñrat) → Аврора
60. Таш-Кую (крымскотат. Taş Quyu), раннее Таш-Кую-Кенегез → Огородное
61. Токмак (крымскотат. Toqmaq) → Прохладное
62. Ток-Шейх (крымскотат. Toq Şeyh) → Кропоткино
63. Фрайлебен (нем. Freileben) → Тюльпаны
64. Черкез (крымскотат. Çerkez) → Ветрянка
65. Шейх-Эли (крымскотат. Şeyh Eli) → Лебедево
66. Юкары-Алтынджи-Меркит, Алтынджа Верхняя (крымскотат. Yuqarı Altıncı Merkit) → Шестово
67. Юкары-Баккал (крымскотат. Yuqarı Baqqal) → Стерегущее
68. Яны-Кызыл-Бай, Новый Кызыл-Бай (крымскотат. Yañı Qızıl Bay) → Борисовка
69. Яны-Манай, Новый Манай (крымскотат. Yañı Manay) → Молочное

## Алуштинский район
1. Буюк-Ламбат (крымскотат. Büyük Lambat) → Малый Маяк
2. Демерджи (крымскотат. Demirci) → Лучистое
3. Карабах (крымскотат. Qarabağ) → Бондаренково
4. Корбекуль, Корбеклы (крымскотат. Körbekül) → Изобильное
5. Куру-Озен (крымскотат. Quru Özen) → Солнечногорское
6. Кучук-Ламбат (крымскотат. Küçük Lambat) → Кипарисное
7. Кучук-Озен (крымскотат. Küçük Özen) → Малореченское
8. Тырнак (крымскотат. Tırnaq) → Рабочий Уголок
9. Тувак (крымскотат. Tuvaq) → Рыбачье
10. Улу-Озен (крымскотат. Ulu Özen) → Генеральское
11. Ускут (крымскотат. Üsküt) → Приветное
12. Шума, Верхняя Шума (крымскотат. Şuma, Yuqarı Şuma) → Кутузовка

## Балаклавский район
1. Ай-Тодор (крымскотат. Ay Todor) → Гористое
2. Алсу (крымскотат. Alsu) → Морозовка
3. Нижний Озенбаш (крымскотат. Aşağı Özenbaş) → Нижняя Хворостянка
4. Бага (крымскотат. Bağa) → Новобобровское
5. Байдар (крымскотат. Baydar) → Орлиное
6. Бельбек (крымскотат. Belbek) → Фруктовое
7. Буюк-Мускомия (крымскотат. Büyük Muskomiya) → Широкое
8. Варнаутка → Гончарное
9. Верхний Озенбаш (крымскотат. Yuqarı Özenbaş) → Верхняя Хворостянка
10. Кадыкой (крымскотат. Qadıköy) → Пригородное
11. Календо (крымскотат. Kalendo) → Подгорное
12. Камара (крымскотат. Qamara) → Оборонное
13. Камышлы, Эски-Камышлы (крымскотат. Qamışlı, Eski Qamışlı) → Дальнее
14. Каран (крымскотат. Qaran)  → Флотское
15. Кучук-Мускомия (крымскотат. Küçük Muskomiya) → Резервное
16. Новые Шулы (крымскотат. Yañı Şülü) → Штурмовое
17. Саватка → Россошанка
18. Сахтик (крымскотат. Sahtik) → Павловка
19. Скеле (крымскотат. Skele) → Родниковское
20. Старые Шулы, Шулу (крымскотат. Şülü) → Терновка
21. Узунджи (крымскотат. Uzuncı) → Колхозное
22. Уппа (крымскотат. Uppa) → Родное
23. Уркуста (крымскотат. Urkusta) → Передовое
24. Чоргун (крымскотат. Çorğun) → Чернореченское
25. Хайто (крымскотат. Hayto) → Тыловое

## Бахчисарайский район
1. Авджикой (крымскотат. Avcıköy) → Охотничье
2. Аджи-Булат (крымскотат. Acı Bolat) → Угловое
3. Аджикой (крымскотат. Acıköy) → Пироговка
4. Азек (крымскотат. Azek) → Плодовое
5. Азиз (крымскотат. Aziz) → Задорожное
6. Актачи (крымскотат. Aqtaçı) → Фурмановка
7. Ак-Чокрак (крымскотат. Aq Çoqraq) → Белый Источник
8. Ак-Шейх (крымскотат. Aq Şeyh) → Красная Заря
9. Алма-Кермен (крымскотат. Alma Kermen) → Заветное
10. Алма-Кермен (крымскотат. Alma Kermen) → Мироновка
11. Алма-Тамак (крымскотат. Alma Tamaq) → Песчаное
12. Алма-Тархан (крымскотат. Alma Tarhan) → Красноармейское
13. Алмачик (крымскотат. Almaçıq) → Яблоково
14. Арамкой (крымскотат. Aramköy) → Длинная
15. Арамкой (крымскотат. Aramköy) → Новенькая
16. Аранчи (крымскотат. Arançı) → Суворово
17. Атчеут (крымскотат. Atçeut) → Казанки
18. Базарчик (крымскотат. Bazarçıq) → Почтовое
19. Баккал-Су (крымскотат. Bakkal Su) → Панфиловка
20. Балта Чокрак (крымскотат. Balta Çoqraq) → Алешино
21. безымянный хутор у реки Альма → Устье
22. Бий-Эль (крымскотат. Biy El) → Дорожное
23. Бия-Сала (крымскотат. Biya Sala) → Верхоречье
24. Бурлюк (крымскотат. Bürlük) → Вилино
25. Буюк-Яшлав (крымскотат. Büyük Yaşlav) → Репино
26. Голюмбей (крымскотат. Gölümbey) → Некрасовка
27. Джав-Джурек (крымскотат. Cav Cürek) → Сосновка
28. Дуванкой (крымскотат. Duvanköy) → Верхне-Садовое
29. Казбий-Эли (крымскотат. Qazbiy Eli) → Солнечное
30. Калымтай (крымскотат. Qalımtay) → Тенистое
31. Кишине (крымскотат. Kişine) → Горелое
32. Кобази (крымскотат. Qobazı) → Малиновка
33. Коджук-Эли (крымскотат. Qocuq Eli) → Шевченково
34. Кочкар-Эли (крымскотат. Qoçqar Eli) → Брянское
35. Кош-Дегермен (крымскотат. Qoş Degirmen) → Предущельное
36. Кувуш (крымскотат. Quvuş) → Шелковичное
37. Кучук-Яшлав (крымскотат. Küçük Yaşlav) → Викторовка
38. Лаки (крымскотат. Laki) → Горянка
39. Ленька-Кабази (крымскотат. Qobazı) → Мариновка
40. Мамашай (крымскотат. Mamaşay) → Орловка
41. Мангуш (крымскотат. Manğuş) → Партизанское
42. Махульдур (крымскотат. Mahuldür), Идеш-Эли (крымскотат. İdeş Eli)  → Нагорное
43. Новые Байдары (крымскотат. Yañı Baуdar)  → Равнополье
44. Новый Бодрак (крымскотат. Yañı Badraq) → Трудолюбовка
45. Ойсунки (крымскотат. Oysuñki) → Растущее
46. Орта-Кесек (крымскотат. Orta Kesek) → Свидерское
47. Отеш-Эли (крымскотат. Öteş Eli) → Кочергино
48. Пычкы (крымскотат. Pıçqı) → Баштановка
49. Сабла (крымскотат. Sabla) → Партизанское
50. Сакав (крымскотат. Saqav) → Заячье
51. Салачик (крымскотат. Salaçıq) → Староселье
52. селение Коуш → Шелковичное
53. Стиля (крымскотат. Stilâ) → Лесниково (ныне исчезнувшее)
54. Суюр-Таш (крымскотат. Süyür Taş) → Белокаменное
55. Тав-Бадрак (крымскотат. Tav Badraq) → Скалистое
56. Тастепе, Мале и Тенистое (крымскотат. Taz Töpe) → Тенистое
57. Татаркой (крымскотат. Tatarköy) → Машино
58. Татар-Осман (крымскотат. Tatar Osman) → Зеленое
59. Теберти (крымскотат. Teberti) → Тургеневка
60. Толе (крымскотат. Töle) → Дачное
61. Топчикой (крымскотат. Topçıköy) → Долинное
62. Улаклы (крымскотат. Ulaqlı) → Глубокий Яр
63. Урмек  (крымскотат. Ürmek) → Загорское
64. Федоровка Плодоводского сельского Совета → Зубакино
65. Ханышкой (крымскотат. Hanışköy) → Отрадное
66. Черкез-Эли (крымскотат. Çerkez Eli) → Балки
67. Чоткара (крымскотат. Çotqara) → Красная Заря
68. Чоткара (крымскотат. Çotqara) → Малодворная
69. Шакул (крымскотат. Şaqul) → Самохвалово
70. Шури (крымскотат. Şüri) → Кудрино
71. Эски-Эли (крымскотат. Eski Eli) → Вишнёвое
72. Эски-Юрт (крымскотат. Eski Yurt) → Подгородное
73. Эфендикой (крымскотат. Efendiköy) → Комсомольское

## Биюк-Онларский район
1. Биюк-Онлар (крымскотат. Büyük Onlar) → Октябрьское
2. Аджи-Эли-Кыпчак (крымскотат. Acı Eli Qıpçaq) → Лермонтовка
3. Аджи-Кеч (крымскотат. Acı Keç) → Харитоновка
4. Аджи-Мамбет (крымскотат. Acı Mambet) → Багликово
5. Ай-Тувган (крымскотат. Ay Tuvğan) → Пологи
6. Акула (крымскотат. Aqula) → Менделеево
7. Акъяр-Джийрен (крымскотат. Aqyar Ciyren) → Котельниково
8. Алабаш-Конрат (крымскотат. Alabaş Qoñrat) → Амурское
9. Ала-Тай (крымскотат. Ala Tay) → Золотое
10. Ашагы-Беш-Аран (крымскотат. Aşağı Beş Aran) → Пятихлебное
11. Бай-Когенлы (крымскотат. Bay Kögenli) → Ломоносово
12. Бакшай (крымскотат. Baqşay) → Народное
13. Беш-Уй-Иляк (крымскотат. Beş Üy İlâq) → Стахановка
14. Бешуйлы (крымскотат. Beşüyli) → Пятихатка
15. Болатчи (крымскотат. Bolatçı) → Прямое
16. Бораган (крымскотат. Borağan) → Вавилово
17. Боранчи (крымскотат. Borançı) → Подсобное
18. Боранчи-Китай (крымскотат. Borançı Qıtay) → Широкое
19. Буйтен (крымскотат. Büyten) → Хлопковое
20. Джага-Мамыш (крымскотат. Cağa Mamış) → Сухоречье
21. Джага-Челеби (крымскотат. Cağa Çelebi) → Разино
22. Джага-Шейх-Эли (крымскотат. Cağa Şeyh Eli) → Холмовое
23. Джайчи (крымскотат. Cayçı) → Подгорное
24. Джума-Аблам (крымскотат. Cuma Ablam) → Трактовое
25. Эки-Баш (крымскотат. Eki Baş) → Велигино
26. Эски-Итак, Старый Итак (крымскотат. Eski İtaq) → Ложбинное
27. Илгери-Аблам (крымскотат. İlgeri Ablam) → Симоненко
28. Казанчи (крымскотат. Qazançı) → Дивное
29. Кыр-Байлар (крымскотат. Qır Baylar) → Ленинское
30. Кыр-Байлар-Вакыф (крымскотат. Qır Baylar Vaqıf) → Радужное
31. Кырымчак (крымскотат. Qırımçaq) → Орловка
32. Кырмачи (крымскотат. Qırmaçı) → Лазо
33. Китай (крымскотат. Qıtay) → Калинино
34. Кыябак (крымскотат. Qıyabaq) → Крыловка
35. Коген-Джилга (крымскотат. Kögen Cılğa) → Хмельницкое
36. Комзет (крымскотат. Komzet) → Тургенево
37. Костель (крымскотат. Köstel) → Курганное
38. Минлер (крымскотат. Miñler) → Ельня
39. Молла-Эли (крымскотат. Molla Eli) → Дибровское
40. Озенбаш (крымскотат. Özenbaş) → Тимошенко
41. Очка-Байлар (крымскотат. Oçqa Baylar) → Звездное
42. Разино и Джан-Болды-Конрат (крымскотат. Can Boldı Qoñrat) → Разино
43. Буюк Русский (крымскотат. Rus Büyük) → Русское
44. Салгир-Кият (крымскотат. Salğır Qıyat) → Речное
45. Табулды (крымскотат. Tabuldı) → Найдёновка
46. Тавук-Джамин (крымскотат. Tavuq Camin) → Белокаменка
47. Талий-Иляк (крымскотат. Taliy İlâq) → Пушкари
48. Татар-Ай-Тувган (крымскотат. Tatar Ay Tuvğan) → Жуковское
49. Тиленчи (крымскотат. Tilençi) → Докучаево
50. Товмай (крымскотат. Tovmay) → Заречное
51. Узкасты (крымскотат. Uzqastı) → Куприно
52. Чече (крымскотат. Çeçe) → Цветково
53. Челле (крымскотат. Çille) → Марьевка
54. Чонграв (крымскотат. Çoñrav) → Колодезное
55. Шибан (крымскотат. Şiban) → Неглинка
56. Юзлер (крымскотат. Yüzler) → Машино
57. Яны-Итак, Новый Итак (крымскотат. Yañı İtaq) → Комаровка
58. Яны-Кыпчак, Новый Кыпчак (крымскотат. Yañı Qıpçaq) → Чикаренко
59. Яны-Отарчик (крымскотат. Yañı Otarçıq) → Славянка
60. Яны-Сала (крымскотат. Yañı Sala) → Роговое
61. Яны-Тиленчи, Новый Тиленчи (крымскотат. Yañı Tilençi) → Низовое

## Джанкойский район
1. Абаклы-Тама (крымскотат. Abaqlı Tama) → Лазурка
2. Авуз-Кырк (крымскотат. Avuz Qırq) → Медведевка
3. Аджай-Кат (крымскотат. Acay Qat) → Орденоносное
4. Ак-Таш (крымскотат. Aq Taş) → Правдино
5. Акчора (крымскотат. Aqçora) → Васильевка
6. Алгазы-Кыпчак (крымскотат. Alğazı Qıpçaq) → Лисьевка
7. Асс-Джаракчи (крымскотат. Ass Caraqçı) → Рысаково
8. Бабатай (крымскотат. Babatay) → Болотное
9. Бий-Сув-Куйче (крымскотат. Biy Suv Küyçe) → Яркое
10. Биринджи-Пусурман (крымскотат. Birinci Pusurman) → Покосы
11. Богемка → Лобаново
12. Борлак-Тама (крымскотат. Borlaq Tama) → Новокрымское
13. Буюк-Алкалы (крымскотат. Büyük Alqalı) → Пушкино
14. Буюк-Сунак (крымскотат. Büyük Sunaq) → Чирки
15. Буюк-Яшлав (крымскотат. Büyük Yaşlav) → Репино
16. Джадра-Борлак (крымскотат. Cadra Borlaq) → Жилино
17. Джадра-Шейх-Эли (крымскотат. Cadra Şeyh Eli) → Ударное
18. Джанай (крымскотат. Canay) → Боброво
19. Джан-Тувган (крымскотат. Can Tuvğan) → Лебединое
20. Джарак (крымскотат. Caraq) → Тутовое
21. Джумаш-Кырк (крымскотат. Cumaş Qırq) → Морозово
22. Джургун (крымскотат. Cürgün) → Мирновка
23. Дурмен (крымскотат. Dürmen) → Придорожное
24. Ильк-Чокрак, Чокрак Первый (крымскотат. İlk Çoqraq) → Источное
25. Иргиз (крымскотат. İrgiz) → Звёздочка
26. Кадима (крымскотат. Kadima) → Дымовка
27. Камаджи (крымскотат. Qamacı) → Заречное
28. Камбар-Вакыф (крымскотат. Qambar Vaqıf) → Перепёлкино
29. Камкалы (крымскотат. Qamqalı) → Бережное
30. Караджа-Кат (крымскотат. Qaraca Qat) → Мартыновка
31. Карач-Барач (крымскотат. Qaraç Baraç) → Солонцовое
32. Келди-Бай (крымскотат. Keldi Bay) → Корнеевка
33. Коремез (крымскотат. Köremez) → Армейское
34. Къоянловский Кут → Полынная
35. Курт-Ички (крымскотат. Qurt İçki) → Пробуждение
36. Куртчум-Бочала (крымскотат. Qurtçum Boçala) → Бахчевое
37. Кучук-Алкалы (крымскотат. Küçük Alqalı) → Завет-Ленинский
38. Кучук-Сунак (крымскотат. Küçük Sunaq) → Мелководное
39. Кучук-Тархан (крымскотат. Küçük Tarhan) → Чайкино
40. Кырк-Бел (крымскотат. Qırq Bel) → Тургенево
41. Кырк-Ишунь (крымскотат. Qırq İşün) → Володино
42. Кырк-Ишунь (крымскотат. Qırq İşün) → Целинное
43. Леккерт → Балашовка
44. Мамут (крымскотат. Mamut) → Глинное
45. Мачетли-Китай (крымскотат. Meçetli Qıtay) → Столбовое
46. Месит (крымскотат. Mesit) → Сафьяновка
47. Моллалар (крымскотат. Mollalar) → Смежное
48. Ногайлы-Кырк (крымскотат. Noğaylı Qırq) → Низинное
49. Орак-Аджи (крымскотат. Oraq Acı) → Минино
50. Осман-Букеш (крымскотат. Osman Bükeş) → Водное
51. Сеит-Болат Новый (крымскотат. Seyit Bolat) → Роскошное
52. Сеит-Болат Старый (крымскотат. Seyit Bolat) → Ремонтное
53. Султан-Бочала (крымскотат. Sultan Boçala) → Крымка
54. Суран (крымскотат. Suran) → Анатольевка
55. Суран-Барын (крымскотат. Suran Barın) → Труженник
56. Тав-Бузар (крымскотат. Tav Buzar) → Овощное
57. Тазанай-Кирей (крымскотат. Tazanay Kirey) → Бакланово
58. Тарханлар (крымскотат. Tarhanlar) → Победное
59. Тархан-Сеитлер (крымскотат. Tarhan Seyitler) → Пламянное
60. Тархан-Сунак (крымскотат. Tarhan Sunaq) → Островское
61. Татар-Барын (крымскотат. Tatar Barın) → Озерки
62. Тен-Сув (крымскотат. Teñ Suv) → Масловое
63. Терекли-Ишунь (крымскотат. Terekli İşün) → Кречетово
64. Тобей (крымскотат. Töbey) → Зерновое
65. Тоганаш (крымскотат. Toğanaş) → Соленое Озеро
66. Тогунчи (крымскотат. Toğunçı) → Ястребцы
67. Той-Тобе (крымскотат. Toy Töbe) → Ковыльное
68. Тотай (крымскотат. Totay) → Ермаково
69. Трещёв → Артезианка
70. Туп-Акчора (крымскотат. Tüp Aqçora) → Мысовое
71. Туп-Джанкой (крымскотат. Tüp Canköy) → Предмостное
72. Туп-Тархан (крымскотат. Tüp Tarhan) → Передовое
73. Узун-Сакал (крымскотат. Uzun Saqal) → Озёрное
74. Чокрак (крымскотат. Çoqraq) → Стрелковое
75. Чорелек (крымскотат. Çörelek) → Стрелковое
76. Шейх-Эли (крымскотат. Şeyh Eli) → Партизаны
77. Шолом-Алейхем (крымскотат. Şolom Aleyhem) → Колоски
78. Экинджи-Пусурман (крымскотат. Ekinci Pusurman) → Луговое
79. Эски-Джан-Девлет (крымскотат. Eski Can Devlet) → Запрудное
80. Яны-Акчора (крымскотат. Yañı Aqçora) → Чистое
81. Яны-Букеш (крымскотат. Yañı Bükeş) → Обрывное
82. Яны-Джанкой, Новий Джанкой (крымскотат. Yañı Canköy) → Новостепное
83. Яны-Тоганаш (крымскотат. Yañı Toğanaş) → Победа

## Евпаторийский район
1. Богай в Суворовское
2. Болек-Аджи в Привольное
3. Джелчак в Комсомольское
4. Икор в Ромашкино
5. Каралар в Чернушки
6. Кудайгуль в Воробьево
7. Отар-Мойнак в Уютное
8. Тереклы-Конрат в Молочное
9. Шибань в Победное
10. Абрикосовка (прежнее название — Унгут)
11. Баштановка (прежнее название — Сарча)
12. Белоглинка (прежнее название — Караллар-Кипчак)
13. Буревестник (прежнее название — Ойбурчик)
14. Великое (прежнее название — Алчин-Фрайган)
15. Вересаево (прежнее название — Комзетовка)
16. Верхняя (прежнее название — Орта-Мамай № 6)
17. Веселовка (прежнее название — Отары и Веселовка)
18. Витино (прежнее название — Аирча)
19. Властное (прежнее название — Когонеш) (Когенеш)
20. Выборное (прежнее название — Ташки русские) (Ташке)
21. Галкино (прежнее название — Кальки)
22. Глинка (прежнее название — Кангил)
23. Глубокое (населённый пункт центральной усадьбы совхоза Первомайск) (совхоз «Первомайск»)
24. Желтокаменка (прежнее название — Орта Мамай № 4)
25. Заозерное (прежнее название — Ялы Майиак) (Ялы-Мойнак)
26. Запорожская (прежнее название — Чаян)
27. Зольная (прежнее название — Мамбет-Эли)
28. Известковая (населённый пункт подсобного хозяйства Всекоопинстрахкассоюза)
29. Колоски (прежнее название — Ораз)
30. Крыловка (прежнее название — Ойбур)
31. Лиманная (населённый пункт совхоза Тюп-Мамай) (Совхоз «Тюп-Мамай»)
32. Маяковская (прежнее название — Маргальфе татарское)
33. Мирное (прежнее название — Кенегез)
34. Наташино (прежнее название — Мережино)
35. Нива (прежнее название — Тегеш № 1)
36. Островка (прежнее название — Тюп-Мамай)
37. Песчанка (прежнее название — Джета-Майнак)
38. Привольное (прежнее название — Кизил-Габин и Привольное)
39. Пятихатка (прежнее название — Апань) (Апан)
40. Самсоново (прежнее название — Курулу-Кипчак)
41. Снежное (прежнее название — Карпулы) (Картполу)
42. Тренево (прежнее название — Маргальфе русское)
43. Туннельная (прежнее название — Орта Мамай № 5)
44. Узловая (прежнее название — Мамут-Куй) (Мамут-Кой)
45. Утренняя Заря (прежнее название — Айсабай)
46. Фурманово (прежнее название — Мамут-Бай)
47. Хуторок (населённый пункт 2-го отделения совхоза Аджи-Байчи) (совхоз «Аджи-Байчи»)
48. Чесноково (прежнее название — Ташки татарские) (Ташке)
49. Шишкино (прежнее название — Найдорф)
50. Щегловка (прежнее название — Кабач)

## Зуйский район
1. Баксан в Межгорье
2. Бешерань-Отар в Новожиловку
3. Бочала в Ударное
4. Кентугай в Литвиненково
5. Кирки (Кирк) в Красный Крым
6. Нейзац в Красногорское
7. Новая Бурульча в Цветочное
8. Осьма в Курганное
9. Старая Бурульча в Долиновку
10. Тав-Даир в Лесноселье
11. Ароматная (прежнее название — Розенталь)
12. Верхне-Курганное (прежнее название — Верхняя Осма)
13. Верхние Орешники (прежнее название — Верхние Фундуклы)
14. Давыдове (прежнее название — Шейх-Кой)
15. Дмитрово (прежнее название — Калму-Кара)
16. Донская (прежнее название — Кернеуч)
17. Котельная (прежнее название — Казан-Берлик)
18. Красненькая (прежнее название — Кызил-Мечеть)
19. Курортная (прежнее название — Фриденталь)
20. Лесная (прежнее название — Тау-Кипчак)
21. Меловая (прежнее название — Барасхан и Карловка)
22. Мельничная (прежнее название — Терекли-Шейх-Эли)
23. Нижние Орешники (прежнее название — Нижние Фундуклы)
24. Новая Мазанка (прежнее название — Беш-Терек и Новая Мазанка)
25. Новый Крым (прежнее название — Ени-Крымчак)
26. Овражки (прежнее название — Койнаут)
27. Одинокая (прежнее название — Джанкой)
28. Опушки (прежнее название — Толбан)
29. Охотничье (прежнее название — Бураган)
30. Пасечная (прежнее название — Конрат)
31. Подгорное (прежнее название — Каясты татарские и Каясты болгарские)
32. Скворцово (прежнее название — Туатай)
33. Спокойное (прежнее название — Терменчи)
34. Сухоречье (прежнее название — Кады-Кой)
35. Украинское (прежнее название — Тубенкой)
36. Умелое (прежнее название — Арганчик) (Аргинчик)
37. Фонтанка (прежнее название — Таку-Эли)

## Ичкинский район
1. Ички → Советский
2. Аблеш в Пруды
3. Ак-Кобек в Шахтино
4. Бейс-Лехем в Хлебное
5. Джепар-Юрт (Джапар-Юрт) в Октябрьское
6. Кайнаш в Краснофлотское
7. Кольчура в Некрасовку
8. Саурчи в Заветное
9. Учкуй (Учкую) в Восточное
10. Ференгейм в Урожайное
11. Черкез-Тобай в Чапаевку
12. Черно-Кош (Черный Кош) в Дмитровов
13. Эссен-Эки в Пушкино

## Колайский район
1. Колайский район в Азовский район
2. Колай в село Азовское
3. Ак-Шеих в Новосельцево
4. Барынь (Барын) в Стальное
5. Дулат в Зоркино
6. Карамин в Михайловку
7. Майфельд в Майское
8. Макут в Буденновку
9. Северный Джанкой в Любимовку
10. Тюп-Кенегез в Калиновку
11. Ширин-Славянский в Славянское
12. Аллейное (прежнее название — Тобень, Аранада)
13. Артезианское (прежнее название — Барын армянский)
14. Ближнее (прежнее название — Берекет)
15. Бородино (прежнее название — Михайловка Славянского сельского Совета)
16. Великоселье (прежнее название — Таганашмин)
17. Верхние Отрожки (прежнее название — Верхний Алач)
18. Видное (прежнее название — Караджилат)
19. Глебово (прежнее название — хутор Трещева)
20. Гостеприимное (населённый пункт отделения совхоза Молодая Гвардия) (совхоз «Молодая Гвардия»)
21. Дворовое (прежнее название — Тархан)
22. Дружба (прежнее название — Кара-Тобель)
23. Заливное (прежнее название — Шейхлер)
24. Защитное (прежнее название — Месит)
25. Калиновка (прежнее название — Тюп-Абаш и Калиновка)
26. Клин (прежнее название — Колай)
27. Коврово (прежнее название — Мангит)
28. Крайняя (прежнее название — Тюп-Кангил)
29. Кунцево (прежнее название — переселенческий участок № 106)
30. Ларино (прежнее название — 6-й переселенческий участок)
31. Лебедянка (прежнее название — хутор Меркулова)
32. Межевая (прежнее название — Чуча немецкая)
33. Муромка (прежнее название — Алчин)
34. Нежинское (прежнее название — Култамак)
35. Нижние Отрожки (прежнее название — Нижний Алач)
36. Ново-Федоровка (прежнее название — Ауз-Кенегез)
37. Озерки (прежнее название — Барын татарский)
38. Октябрь (прежнее название — Байгончик русский)
39. Пески (прежнее название — хутор Касьяненко)
40. Пешково (прежнее название — Южный Джанкой)
41. Пирогово (прежнее название — Байгончик татарский)
42. Полевое (прежнее название — Кара Татанайский и Аксюру-Конрат)
43. Прозрачное (прежнее название — Тереклы-Абаш)
44. Просторное (прежнее название — Ново-Ширин) (Ширин Новый)
45. Пшеничное (прежнее название — Октябрьдорф)
46. Родное (прежнее название — Бай-Онляр) (Бай Онлар)
47. Розовка (прежнее название — Розенфельд)
48. Светлое (прежнее название — Янцево)
49. Сливянка (прежнее название — Тархан Тихоненко, Бойс Демех)
50. Степановка (прежнее название — Федоровка Буденновского сельского Совета)
51. Табачное (прежнее название — Аджи Ахмат)
52. Тихое (прежнее название — Южный Коцубе)
53. Толстово (прежнее название — Малый Кут)
54. Утиное (прежнее название — Средний Джанкой)
55. Уютное (прежнее название — Тотанай)
56. Хлебное (прежнее название — Аджи Ахмат)
57. Широкое (прежнее название — Переселенческий участок № 66)

## Карасубазарский район
1. Карасубазар в город Белогорск
2. Аргин в Балки
3. Бахчи-Эли в Богатое
4. Баши в Головановку
5. Бешуй в Черносливку
6. Ени-Сала в Красноселовку
7. Кабурчак в Мичуринское
8. Кенгил (Кангил) в Луговое
9. Молбай в Свободное
10. Мушаш в Вишенное
11. Орталан в Земляничное
12. Семен в Холмогорье
13. Султан-Сарай в Ульяновку
14. Тайган в Озерное
15. Танагельды в Сенное
16. Алексеевка (прежнее название — Сартана)
17. Белая Скала (прежнее название — Ак-Кая)
18. Благодатное (прежнее название — Ени-Сарай)
19. Вернадовка (прежнее название — Когей татарский) (Кокей татарский)
20. Голубьевка (прежнее название — Азберды-Вакуф)
21. Горлинка (прежнее название — Бий-Эли)
22. Грушевка (прежнее название — Эфенди-Кёй) (Эфендикой)
23. Дивное (прежнее название — Мурза-Кой)
24. Длинное (прежнее название — Азберды русская)
25. Дозорное (прежнее название — Ишунь)
26. Заполье (прежнее название — Новый Джавлуш)
27. Запрудное (прежнее название — Тайганстрой)
28. Заречье (прежнее название — Манай) (Монай)
29. Зорька (прежнее название — Сабах-Эли)
30. Зыбины (прежнее название — Аргинчик)
31. Калиновка (прежнее название — Тагай-Вакуф)
32. Камышевка (прежнее название — Колмукар) (Калму-Кары)
33. Карасевка (прежнее название — Карасубаши)
34. Кизиловка (прежнее название — Джемрек)
35. Кирпичное (прежнее название — Бурчек)
36. Козловка (прежнее название — Шейх-Эли)
37. Красная Слобода (прежнее название — Соллар)
38. Кривцово (прежнее название — Тобен-Сарай и Бурундук)
39. Лечебное (прежнее название — Катырша-Сарай)
40. Лучевое (прежнее название — Саргил)
41. Малиновка (прежнее название — Азамат)
42. Мелихово (прежнее название — Теки) (Текие)
43. Мельники (прежнее название — Шавхал)
44. Мироновка (прежнее название — Карабай)
45. Муромское (прежнее название — Малый Бурундук)
46. Надречное (прежнее название — Борюс)
47. Некрасово (прежнее название — Мелек)
48. Новиково (прежнее название — Сары-Су)
49. Новокленово (прежнее название — Учкоз)
50. Ольховка (прежнее название — Кишлав)
51. Павловка (прежнее название — Тагай)
52. Пены (прежнее название — Мула-Эли) (Молла-Эли)
53. Перелесье (прежнее название — Камышлык)
54. Пестрое (прежнее название — Алач)
55. Поворотное (прежнее название — Айлянма)
56. Прудки (прежнее название — Кара-Оба)
57. Пчелиное (прежнее название — Куртлук)
58. Радостное (прежнее название — Безбалан) (Безбайлан)
59. Родная (прежнее название — Отары)
60. Родники (прежнее название — Чокрак)
61. Русаковка (прежнее название — Когей русский) (Кокей русский)
62. Русское (прежнее название — Урус-Ходжа)
63. Северная (прежнее название — Джепар) (Джапар)
64. Синекаменка (прежнее название — Кокташ)
65. Солдатово (прежнее название — Аджилар)
66. Соседнее (прежнее название — Мусаби)
67. Туровка (прежнее название — Барын)
68. Хлебное (прежнее название — Колпак)
69. Хмели (прежнее название — Чермалык)
70. Червонное (прежнее название — Найман)
71. Черемисовка (прежнее название — Капырликой)
72. Чернокаменка (прежнее название — Ташкора)
73. Чернополье (прежнее название — Карачель)
74. Южноозерное (прежнее название — Тайган)
75. Яковлевка (прежнее название — Казиль) (Казы-Эли)

## Кировский район
1. Аппак-Джанкой в Васильковое
2. Бахчи-Эли в Ленинское
3. Ближняя Байбуга в Ближнее
4. Ислам-Терек в Кировское
5. Киет в Победное
6. Кой-Асан в Фронтовое
7. Красный Терчек в Яркое Поле
8. Мамбет-Аджи-Вакуфа (Мамбет-Аджи-Вакуф) в Луговое
9. Насыпкой в Насыпное
10. Сеит-Эли в Журавки
11. Шубино-Байгоджа в Шубино
12. Белозерка (прежнее название — Коп-Отуз)
13. Береговая (прежнее название — Коронель) (Коран-Эли)
14. Боевое (прежнее название — Дальняя Байбуга)
15. Видное (прежнее название — Розальевка)
16. Виноградная (прежнее название — Куру-Баш)
17. Дружная (прежнее название — Кипчак)
18. Желановка (прежнее название — Аппак)
19. Журавки (прежнее название — Байрач и Журавки)
20. Звезда (прежнее название — Чолпак) (Чолпан)
21. Знаменка (прежнее название — Аджигал) (Аджигол)
22. Изобильное (прежнее название — Асанбай татарский)
23. Красновка (прежнее название — Красные Ерчи)
24. Красносельское (прежнее название — Новый Басалак) (Новый Босалак)
25. Маковское (прежнее название — Асанбай греческий)
26. Мичурино (прежнее название — Большие Келечи)
27. Мучное (прежнее название — Унгут)
28. Островная (прежнее название — Кокей)
29. Партизаны (прежнее название — Шейх-Эли)
30. Пионерское (прежнее название — колония Герценберг)
31. Подгорная (прежнее название — Джанкой)
32. Приветное (прежнее название — Джума-Эли)
33. Птичная (прежнее название — Корпечь)
34. Светлая (прежнее название — Сеит-Асан)
35. Сенная (прежнее название — Тулумчак)
36. Синицино (прежнее название — Барак)
37. Степная (прежнее название — Садкин) (Сеткин)
38. Токарево (населённый пункт совхоза Джамчи) (совхоз «Джамчи»)
39. Трудолюбовка (прежнее название — Кобек)
40. Фрунзево (прежнее название — Ортай)
41. Харченково (населённый пункт усадьбы совхоза Арма-Эли) (совхоз «Арма-Эли»)
42. Холмогорки (прежнее название — Крым-Щибань)
43. Южная (прежнее название — Султановка)
44. Ячменная (прежнее название — Парпач)

## Красноперекопский район
1. Асс → Пролетарка
2. Бай-Балуш (Бей-Булуш) → Орловское
3. Байсары → Богачёвка
4. Берды-Булат → Привольное
5. Биюк-Кашкара → Курганное
6. Бозгана → Шатры
7. Гормир-Дрошак → Мясниково
8. Каланчак → Трактовое
9. Карт-Казак → Таврическое
10. Кучук-Бустерчи → Уткино
11. Одий-Кийгач → Соболево
12. Старый Яланташ → Братское
13. Султанаш → Сватово
14. Тархан → Вишнёвка
15. Тауб, до нач. XX века Кучук-Кият → Крепкое
16. Чегердикчи-Мангыт → Полтавское

## Куйбышевский район
1. Албат в Куйбышево
2. Биюк-Каралез в Красный Мак
3. Биюк-Озенбаш в Счастливое
4. Биюк-Сюрень в Танковое
5. Айригуль в Солнечноселье
6. Верхний Керменчик в Высокое
7. Гавро в Отрадное
8. Коклуз в Богатое Ущелье
9. Коккозь в Соколиное
10. Кучук-Озенбаш в Ключевое
11. Маркур в Поляну
12. Отаркой в Фронтовое
13. Отарчик в Ново- Ульяновку
14. Татар-Осман в Зелёное
15. Фоти-Сала в Голубинку
16. Черкез-Кермен в Крепкое
17. Юхары-Каралез в Залесное
18. Янджо в Путиловку
19. Яни-Сала (Ени-Сала) в Новополье

## Лариндорфский район
1. Джурчи в село Первомайское
2. Айбары в Войково
3. Акчора (Ак-Чора) в Гвардейское
4. Башбек в Авроровку
5. Боз-Гоз-Татарский в Весеньевку
6. Куллар-Кипчак в Красная Равнина
7. Лариндорф в Крестьяновку
8. Сталинштадт в Арбузово
9. Тотмак в Каштановку
10. Юдендорф в Октябрьское
11. Япунджа в Выпасное

## Ленинский район
1. Ак-Монай в Каменское
2. Арма-Эли в Батальное
3. Джепар-Берды в Безводное
4. Казантип в Мысовое
5. Кара-Саитжеут в Сазоновку
6. Кенегез в Красногорку
7. Кият в Бранное Поле
8. Кол-Ал-чин в Зайчинское
9. Обекчи-Карсан (Обекчи-Карса) в Низовое
10. Огуз-Тобе в Красноармейское
11. Ойсул в Камышинку
12. Ташлы-Яр в Зелёный Яр
13. Узун-Аяк в Широкое
14. Хартжибиев (Харджи-Бие) в Сторожевое
15. Чалтемир в Журавлевку
16. Чуру Баш в Приозерное

## Маяк-Салынский район
1. Маяк-Салынь → село Приморское
2. Аджи-Бай → Ново-Отрадное
3. Баксы → Глазовку
4. Баш-Аул → Голубое
5. Верхний Кочугень (Верхний Кочегень) → Высокое
6. Джарджава → Восход
7. Катерлез → Войково
8. Кезы → Красная Поляна
9. Мариенталь → Горностаевку
10. Опук → Светлячки
11. Сараймин → Сокольское
12. Узунлар → Просторное
13. Чурбаш → Приозерное
14. Эльтигень → Героевское
15. Яныш-Такил → Заветное

## Сакский район
1. Айдар-Газы в Орлянка
2. Биюк-Бараш (Биюк-Бораш) в Безлесное
3. Булганак в Кольчугино
4. Войно-Ново в Листовое
5. Контуган в Тепловку
6. Саи (Сая) в Сизовку
7. Старые Лезы в Скворцово
8. Темеш в Ястребково
9. Тиши (Теший) в Крайнее
10. Учкуй-Тархан (Учкую-Тархан) в Колодезное

## Сейтлерский район
1. Сейтлер (Сеитлер, Сейитлер) → Нижнегорский
2. Аликеч → Охотское
3. Дорте → Заречье
4. Ногайчи-Ахмат (Ногайлы-Ахмат) → Червонное
5. Таймаз → Трудолюбовка
6. Тамак → Изобильное
7. Шибань → Лужки
8. Эшкене → Косточковка

## Симферопольский район
1. Аджи-Ибрам → Ключевое
2. Ана-Эли → Загорское
3. Ангара в Перевальное
4. Бешуй в Дровянку
5. Битак в Пригородное
6. Биюк-Янкой → Мраморное
7. Богурча (Богурчи) → Каменка
8. Бор-Чокрак → Заводское
9. Вейрат → Ново-Ивановка
10. Джалман → Пионерское
11. Камбары → Степное
12. Карача-Кангил → Красная Зорька
13. Карач в Трудолюбово
14. Кояш → Водное
15. Курцы → Украинка
16. Мамут-Султан → Доброе
17. Ново-Сарабуз → Укромное
18. Саблы → Партизанское
19. Сарайлы-Кият → Каховское
20. Спат → Гвардейское
21. Тавель → Краснолесье
22. Такил-Джабанак → Кубанское
23. Шумхай → Заречное
24. Эски-Орда → Лозовое

## Старокрымский район
1. Акчора-Вакуф → Зеленогорское
2. Джума-Эли → Приветное
3. Кишлав → Курское
4. Коктебель → Планерское (в 1991 году исконное крымскотатарское название — Коктебель — было возвращено[11])
5. Найман → Абрикосовка
6. Салы → Грушевка
7. Цюрихталь → Золотое Поле
8. Челеби-Эли → Ястребки
9. Шеих-Мамай → Айвазовское

## Судакский район
1. Ай-Серез в Междуречье
2. Арпат в Зеленогорье
3. Капсихор в Морское
4. Козы в Лагерное, не позднее 1968 в Солнечную Долину
5. Кутлак в Веселое
6. Отузы в Щебетовку
7. Таракташ в Дачное
8. Тельмана в Новый Свет
9. Токлук в Богатовку
10. Шелен в Громовку
11. Эльбузлы в Переваловку

## Тельманский район
1. Курман-Кемельчи в село Красногвардейское
2. Барлак в Краснодольное
3. Нов-Джанкой в Ближнегородское
4. Карасан в Ровное
5. Кендже в Миролюбовку
6. Кодагай в Вишняковку
7. Ней-Либенталь в Ново-Долиновку
8. Ротендорф в Климово
9. Самав в Известковое
10. Ташлы-Даир в Малая Балка
11. Фрайлебен в Вольное
12. Акимовка (прежнее название — Бек-Булатчи)
13. Анастасьево (прежнее название — Тереклы-Ишунь)
14. Арбузовка (прежнее название — Каранкут немецкий)
15. Беседино (прежнее название — Ташлы-Шейх-Эли)
16. Ближняя (прежнее название — Кият)
17. Брусилово (прежнее название — Кара-Чокмак, Паша-Чокмак)
18. Бутовка (прежнее название — Ташлы-Конрат)
19. Вавилово (прежнее название — Коджангул)
20. Верхняя Антоновка (прежнее название — Антоновка русская)
21. Видное (прежнее название — Джангара)
22. Владимирово (прежнее название — Нейгофнунгсталь)
23. Доходное (прежнее название — Чолбаши)
24. Егоровка (прежнее название — Ново-Карловка)
25. Заря (прежнее название — Ойфленбург)
26. Зерновое (прежнее название — Якубовка)
27. Знаменка (прежнее название — Фрайфельд, Берлик)
28. Калинино (прежнее название — Калининдорф)
29. Карповка (прежнее название — Караул-Джангара)
30. Карьерное (прежнее название — Таш-Казак-Конрат)
31. Клепинина (прежнее название — Ташлы-Кипчак)
32. Ковыльное (прежнее название — Ишунь немецкий)
33. Колпино (прежнее название — Бурчи-Кондараки)
34. Кондратьево (прежнее название — Аксюру-Конрат)
35. Константиновка (прежнее название — Борангар)
36. Красноармейское (прежнее название — Ташлы-Конрат)
37. Красное (прежнее название — Куру-Джага-Шейх-Эли)
38. Кремневка (прежнее название — Сары-Чокмак, Паша-Чокмак)
39. Лисички (прежнее название — Джага-Баши)
40. Македоновка (прежнее название — Иоганисфельд) (Иоганнесфельд)
41. Малая (прежнее название — Кадыр-Аджи)
42. Марьяновка (прежнее название — Маре)
43. Мироновка (прежнее название — Старо-Баяут)
44. Молочное (прежнее название — Эгое-Эли
45. Мостовая (прежнее название — Султан-Базар)
46. Мускатное (прежнее название — Адаргин немецкий)
47. Нахимово (прежнее название — Мешень)
48. Находка (прежнее название — Джамбулду)
49. Невская (прежнее название — Кульоба)
50. Некрасово (населённый пункт 3-го отделения совхоза «Большевик»)
51. Нижняя Антоновка (прежнее название — Антоновка армянская)
52. Николаево (прежнее название — Найдорф)
53. Ново-Екатериновка (населённый пункт совхоза «Большевик»)
54. Ново-Никольское (населённый пункт 2-го отделения совхоза «Большевик»)
55. Новосельцы (прежнее название — Фрайдорф)
56. Отрадное (прежнее название — Венера)
57. Петровка (населённый пункт севернее села Красногвардейское)
58. Победино (прежнее название — Алгазы-Конрат)
59. Полюшкино (прежнее название — Бурчи)
60. Плодородная (прежнее название — Кохтейн) (Коктеин-Берлин)
61. Проточное (прежнее название — Новый Баяут)
62. Пугачево (прежнее название — Александровка 4)
63. Пушкино (прежнее название — Цареквичи)
64. Разино (прежнее название — Джаба-Челеби) (Джага-Челеби)
65. Рубиновка (прежнее название — Бекказы)
66. Серноводская (прежнее название — Джеркун) (Джел-Кую)
67. Славянка (прежнее название — Вакуф-Джамбулду) (Джамбулду-Вакуф)
68. Студеная (прежнее название — Мусаби-Адаргин)
69. Тимашовка (прежнее название — Джан-Кисек)
70. Тимирязево (прежнее название — Каранкут русский)
71. Тихомировка (прежнее название — Джав-Борю)
72. Трудовая (прежнее название — Башлыча, Бузлачи)
73. Удачная (прежнее название — Ишунь)
74. Чапаево (прежнее название — Нейшпроцунг)
75. Чижовка (прежнее название — Вакуф-Карджав)
76. Чкалово (прежнее название — Биюк-Карджав)
77. Щербаково (прежнее название — Мурзуляр-Кемельчи) (Мурзалар-Кемельчи)
78. Ястребовка (прежнее название — Темир)

## Фрайдорфский район
1. Фрайдорф в Новоселовское
2. Богатая (прежнее название — Айдар)
3. Брянское (прежнее название — Найбрянск)
4. Васильково (прежнее название — Мурзалы-Битак)
5. Веселое (прежнее название — Монтанай-Эльгары) (Монтанай-Эльгеры)
6. Ветровка (прежнее название — Боз-Оглу-Гросс, Боз-Оглу-Прикуп)
7. Виноградово (прежнее название — Бузул-Монтанай) (Боз-Оглу-Монтанай)
8. Володино (прежнее название — Старый Яшлав)
9. Вольное (прежнее название — Актачи-Кабань)
10. Дарьевка (прежнее название — Кир-Актачи русские)
11. Елизаветово (прежнее название — Кары-Камзет, Кары)
12. Железновка (прежнее название — Темир-Булат)
13. Журавлевка (прежнее название — Асан-Аджи)
14. Зубовка (прежнее название — Росс Булатчи) (Расс-Болатчи)
15. Ильинка (прежнее название — Булгак и Ильинка)
16. Кольцово (прежнее название — Тегеш)
17. Красноармейское (прежнее название — Коджелак) (Коджалак)
18. Куликово (прежнее название — Чинки) (Чинке)
19. Лебединое (прежнее название — Узбек татарский)
20. Лушино (прежнее название — Дувановка)
21. Мариновка (прежнее название — Мунус татарский)
22. Наумовка (прежнее название — Бузуль-Джанкой)
23. Никифоровка (прежнее название — Эльток)
24. Николаевка (прежнее название — Фрилинг)
25. Овражное (прежнее название — Старый Бараган)
26. Октябрьское (прежнее название — Коджамбак)
27. Открытое (прежнее название — Найн Бронт)
28. Панино (прежнее название — Алты-Пармак)
29. Панфиловка (прежнее название — Улан-Эли)
30. Первомайское (прежнее название — Биюк-Кабань)
31. Приютное (прежнее название — Телеш русский и Телеш татарский)
32. Роговое (прежнее название — Мунус)
33. Серебрянка (прежнее название — Октябрьдорф)
34. Советское (прежнее название — Кучук-Кабань)
35. Соколы (прежнее название — Ойфгонг, Он-франг)
36. Солдатское (прежнее название — Сеит-Джеут)
37. Столбовая (прежнее название — Курулу)
38. Сусанино (прежнее название — Биюк-Бузав)
39. Танино (прежнее название — Сары-Баш), в 1990-х исконное название — Сары-Баш — было возвращено
40. Тихоновка (прежнее название — Боз татарский)
41. Тюльпановка (прежнее название — Аккую-Битак)
42. Урожайное (прежнее название — Бузав-Актачи)
43. Федотовка (прежнее название — Узбек немецкий)
44. Чапаево (прежнее название — Боташ)
45. Чехово (прежнее название — Агай)
46. Шалаши (прежнее название — Карачола Молла) (Кара-Чора-Мулла)
47. Яковлева (прежнее название — Чатай) (Чотай)
48. Аджи-Атман в Ровное
49. Джелал в Северное
50. Кадыш в Воронки
51. Каймачи в Ковалевку
52. Кокей в Ильинку
53. Отеш в Огневое
54. Перецфельд в Зимино
55. Ротендорф в Красновку
56. Старый Бурнак в Селезневку
57. Такил в Тарасовку
58. Тогайлы в Кормовое
59. Фрайдорф в Маевку
60. Эски-Аликеч в Алексеевку

## Ялтинский район
1. Аутка → Чехово
2. Ай-Василь → Васильевка
3. Дегерменкой → Запрудное
4. Дерекой → Ущельное
5. Кекенеиз → Оползневое
6. Кизильташ → Краснокаменку
7. Куркулет → Подгорное
8. Лимены → Голубой Залив
9. Мшатка → Южное
10. Партенит → Фрунзенское (в 1991 году посёлку было возвращено исконное название — Партенит)
11. Айвазовская (прежнее название — Чукурлар)
12. Бекетово (прежнее название — Кучук-Кой)
13. Даниловка (прежнее название — Ай-Даниль)
14. Пионерское (прежнее название — Суук-Су)
15. Пушкино (прежнее название — Кучук-Кой)
16. Снитовское (прежнее название — Мухалатка)

## Документы
- Указ Президиума ВС РСФСР от 14 декабря 1944 года «О переименовании районов и районных центров Крымской АССР».
- Указ Президиума ВС РСФСР от 21 августа 1945 года «О переименовании сельских Советов и населённых пунктов Крымской области».
- Указ Президиума ВС РСФСР от 18 мая 1948 года «О переименовании населённых пунктов Крымской области».